# Brachystoma jonesi
Brachystoma jonesi är en tvåvingeart som beskrevs av Smith 1969. Brachystoma jonesi ingår i släktet Brachystoma och familjen Brachystomatidae. Inga underarter finns listade i Catalogue of Life.